# Muscoli sopraioidei
I muscoli sopraioidei sono muscoli del collo, pari e simmetrici, che occupano la regione anteriore. Sono posti sopra l'osso ioide.
Essi originano da parti diverse dell'osso temporale o della mandibola, e si inseriscono tutti sull'osso ioide; i quattro muscoli sono:
- muscolo digastrico
- muscolo stiloioideo
- muscolo miloioideo
- muscolo genioioideo